# Hôtel Ponsardin
Pour les articles homonymes, voir Ponsardin.
L'hôtel Ponsardin est un hôtel particulier de Nicolas Ponsardin construit en 1780, situé 30 rue Cérès à Reims.

## Historique
La construction a été lancée par le baron Nicolas Ponsardin, riche négociant et maire de Reims, pour son habitation près de la prestigieuse Place Royale.

Napoléon Bonaparte, premier consul, et sa femme Joséphine y descendirent le 22 thermidor an XI, lors d'une visite du couple consulaire à Reims. À la suite du divorce politique de Napoléon Ier, sa future femme, Marie-Louise d'Autriche, devait passer par Reims et la maison du baron Ponsardin fut encore désignée pour accueillir la nouvelle impératrice. Celle-ci ne fit finalement qu'une rapide halte à Reims, à la stupéfaction des notables qui lui avaient organisé une magnifique réception. En 1825, la maison de M. Ponsardin reçut la famille du duc d'Orléans, premier Prince du sang et futur Louis-Philippe Ier, venue assister au sacre de Charles X.

L'hôtel passe successivement à sa fille, la célèbre Veuve Clicquot-Ponsardin, puis à la petite-fille de celle-ci, la comtesse Marie-Clémentine de Mortemart née comtesse de Chevigné, puis à la fille de cette dernière, la duchesse d'Uzès, avant de devenir la propriété de la Chambre de commerce en 1880.
 L'hôtel était en partie utilisé par les PTT qui le modifièrent profondément pour leur usage technique et commercial.
En 1933 avec l'intervention du marquis de Mun le bâtiment retrouve la pureté de ses lignes, de sa cour d'honneur et de son jardin. Une nouvelle rénovation a été effectuée en 2003.

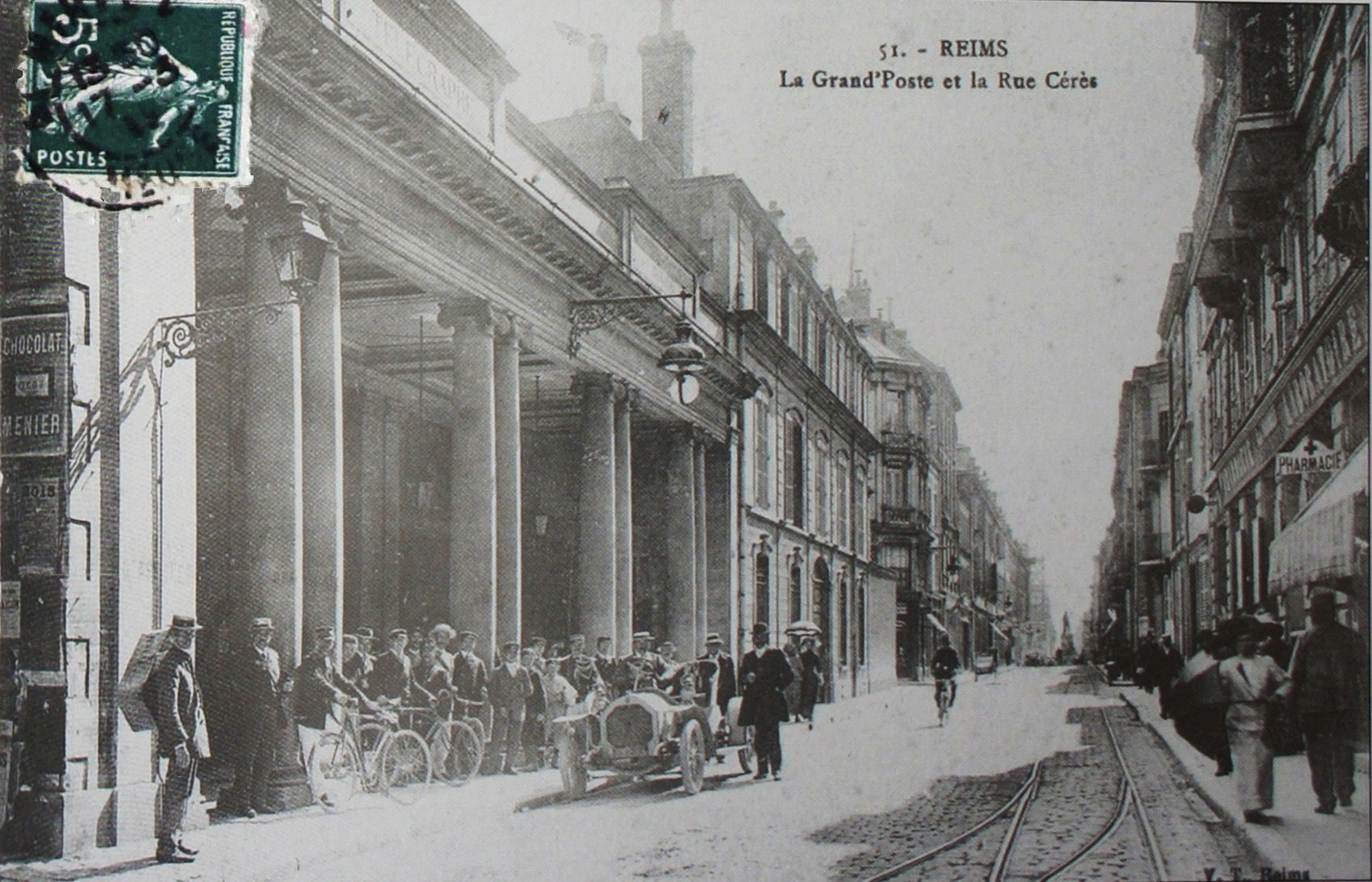
L'hôtel des postes avant 1914,
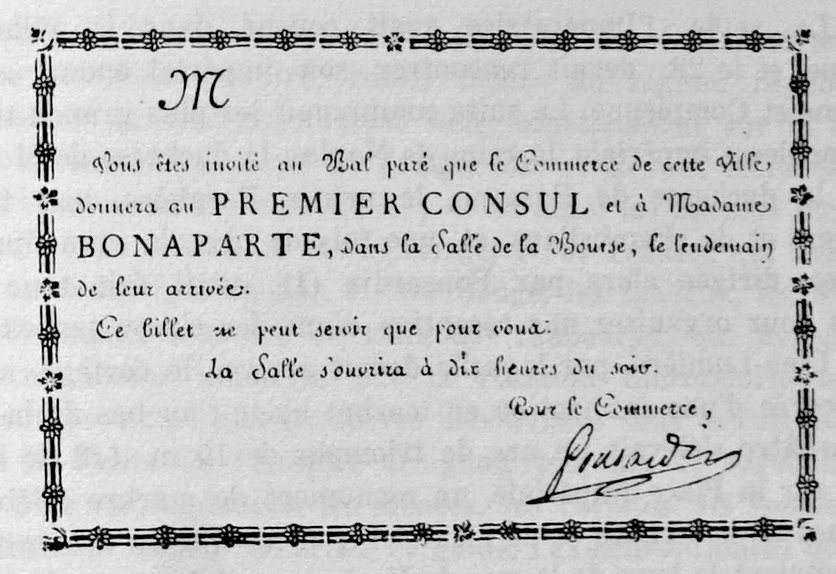
invitation au bal du 1er Consul,
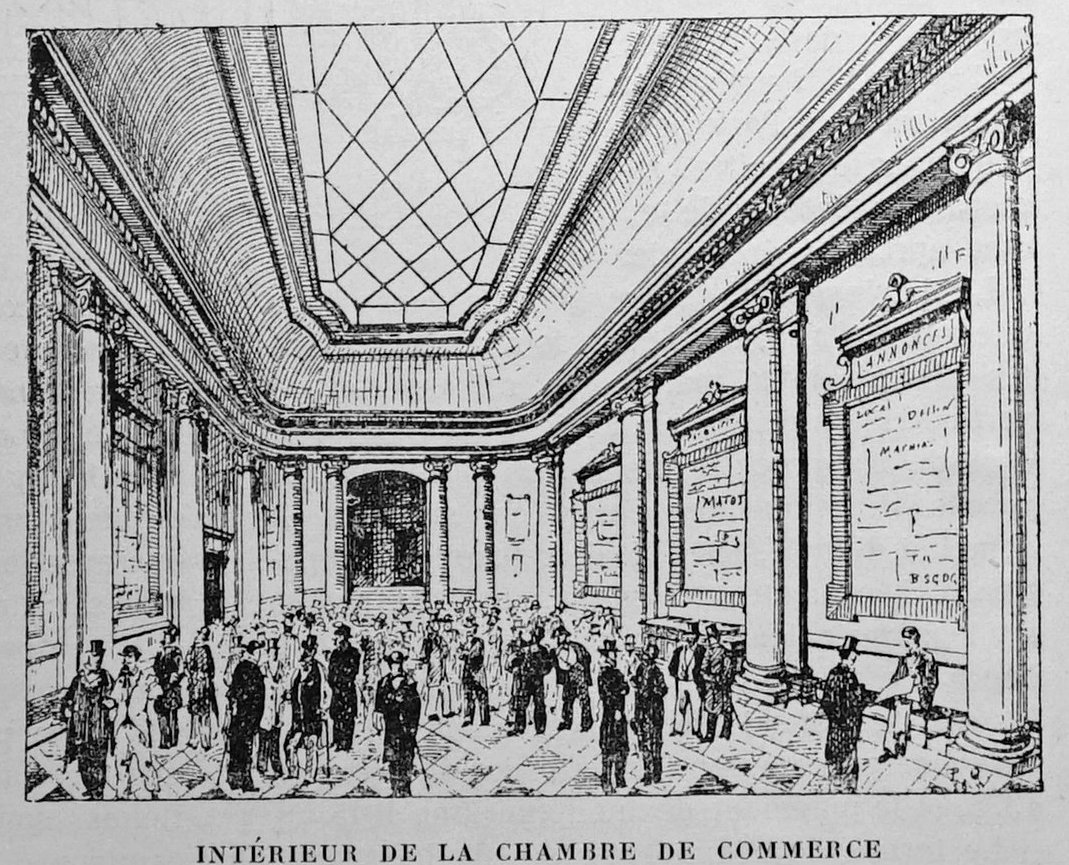
aménagement interne pour l'exposition de 1901.
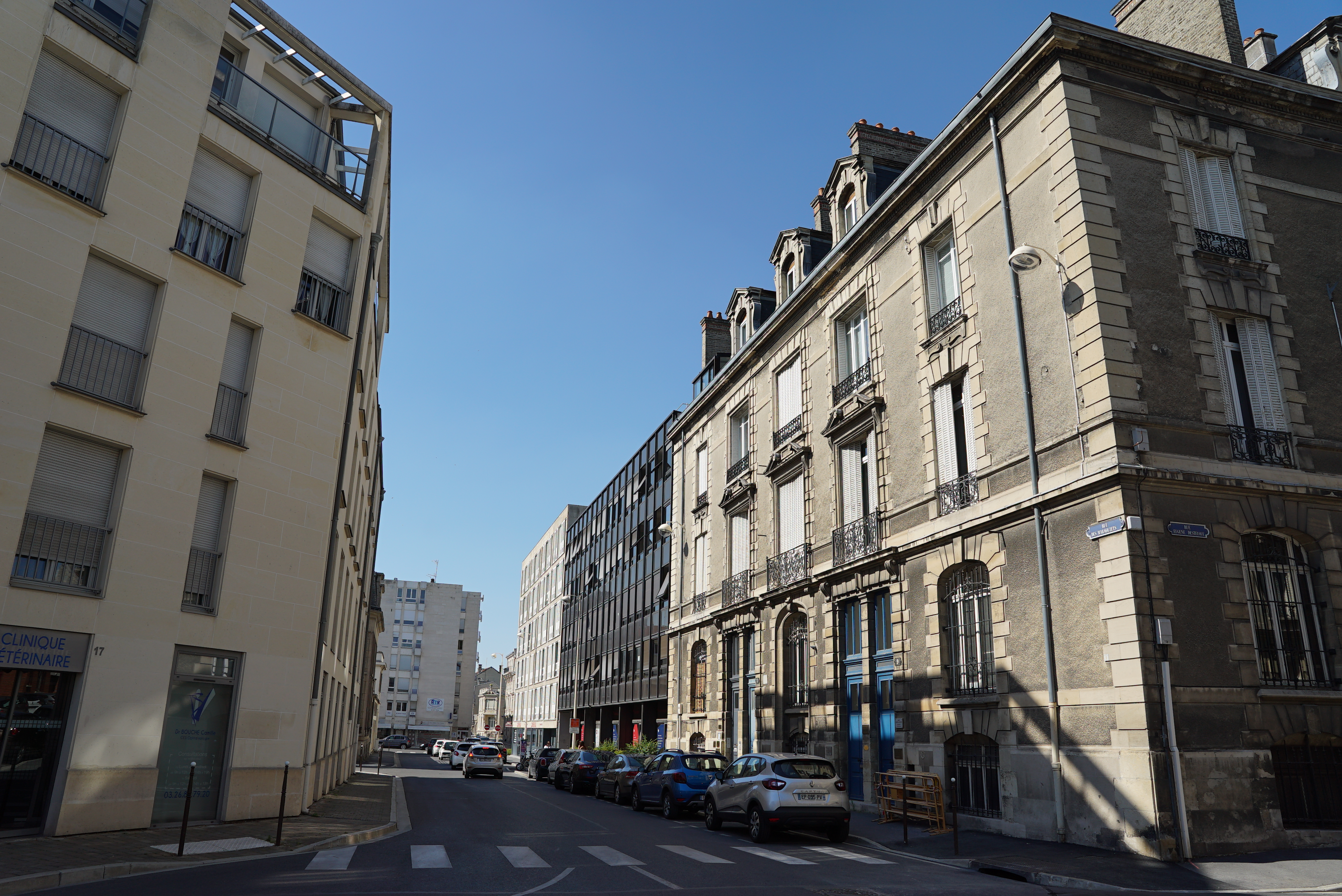
En verre et façade noir, l’entrée rue des Marmouzets.

## Architecture
La façade sur le jardin et la toiture au-dessus fait l’objet d’un classement au titre des monuments historiques depuis le 4 avril 1950. La façade est en pierres de Courville et le toit en ardoises avec des fenêtres en ovale cintré.
Il y a aussi la rampe en fer forgé qui est classé comme mobilier et deux ensembles de cheminées dans les deux salons du rez-de-chaussée.
- Ancien salons du rez-de-chaussée.
- Anciens salons Walbaum[5].
- Console[6]

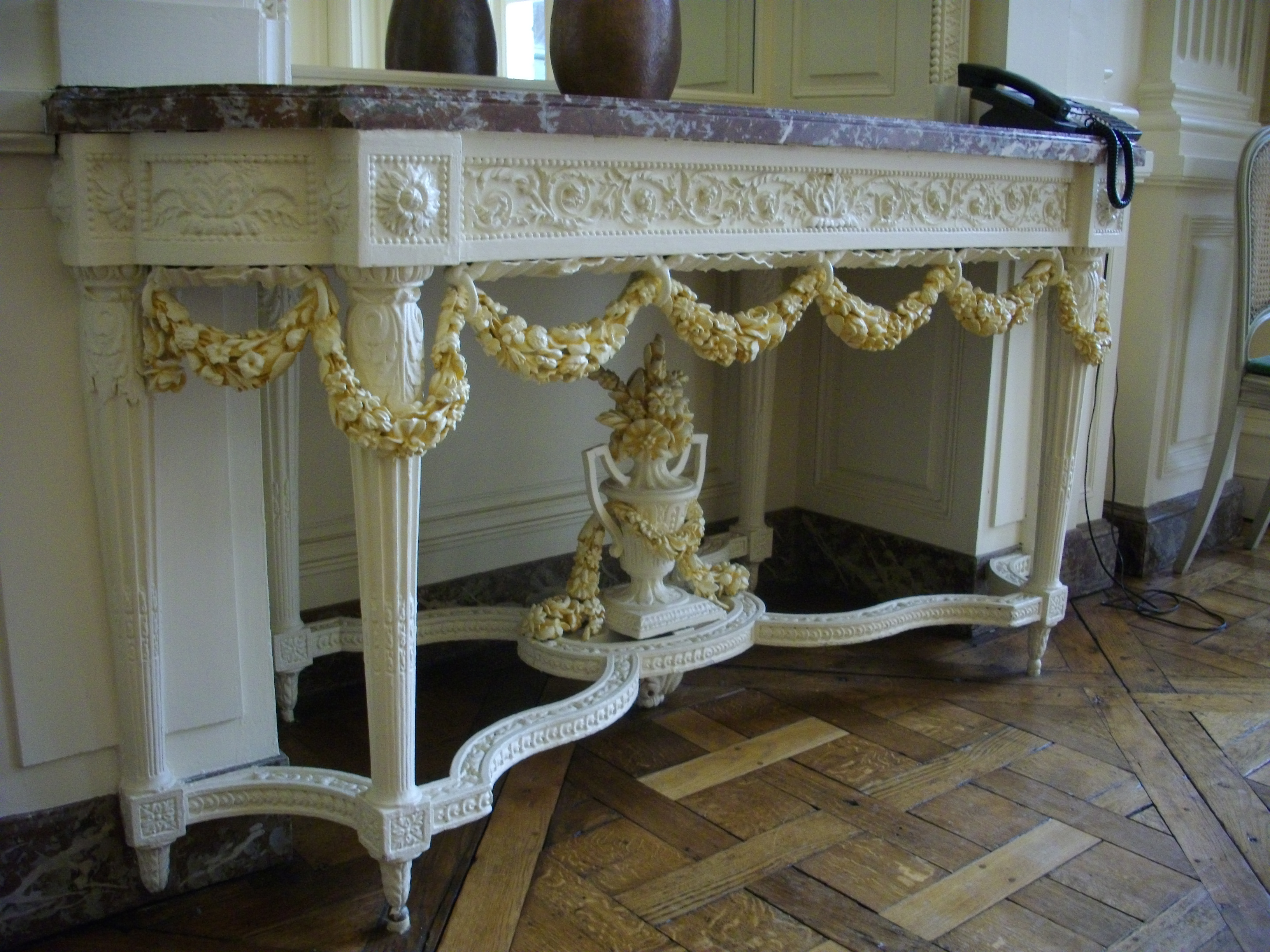
Console
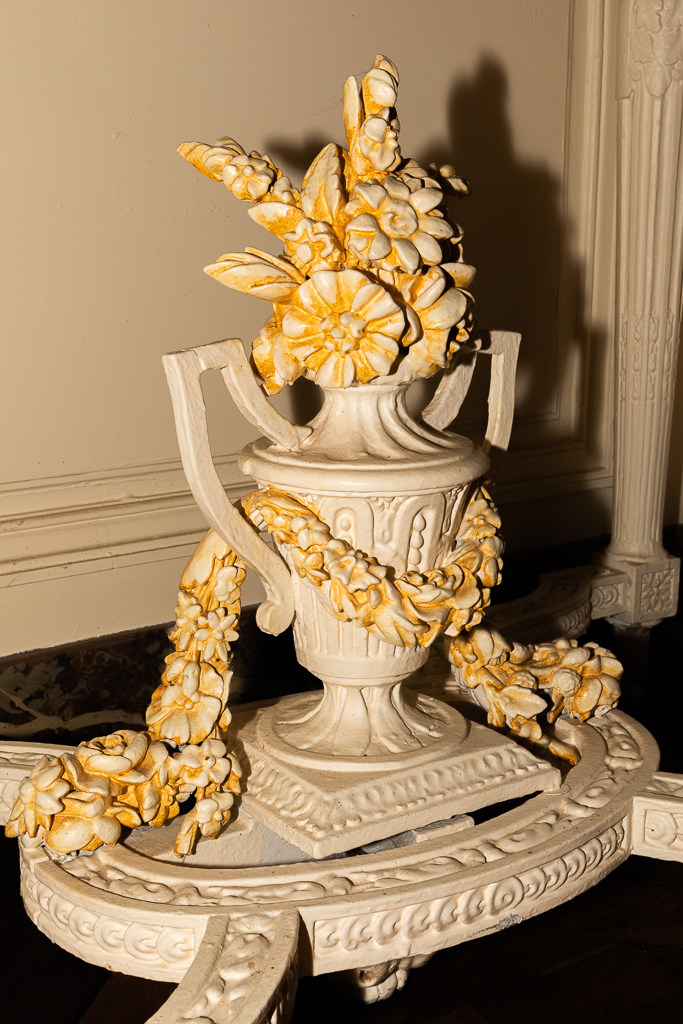
Console,
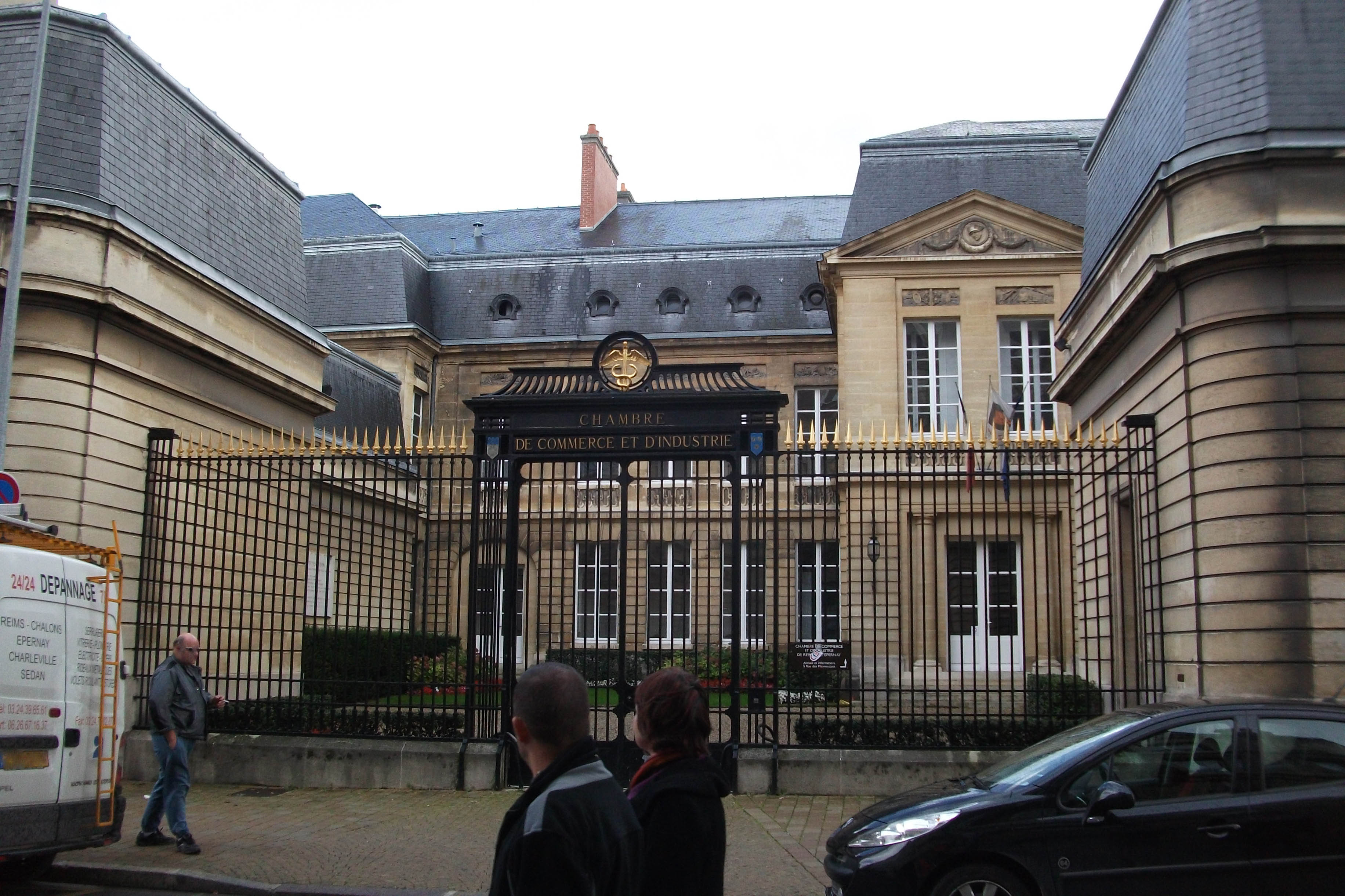
portail de la CCI depuis la rue Cérès.
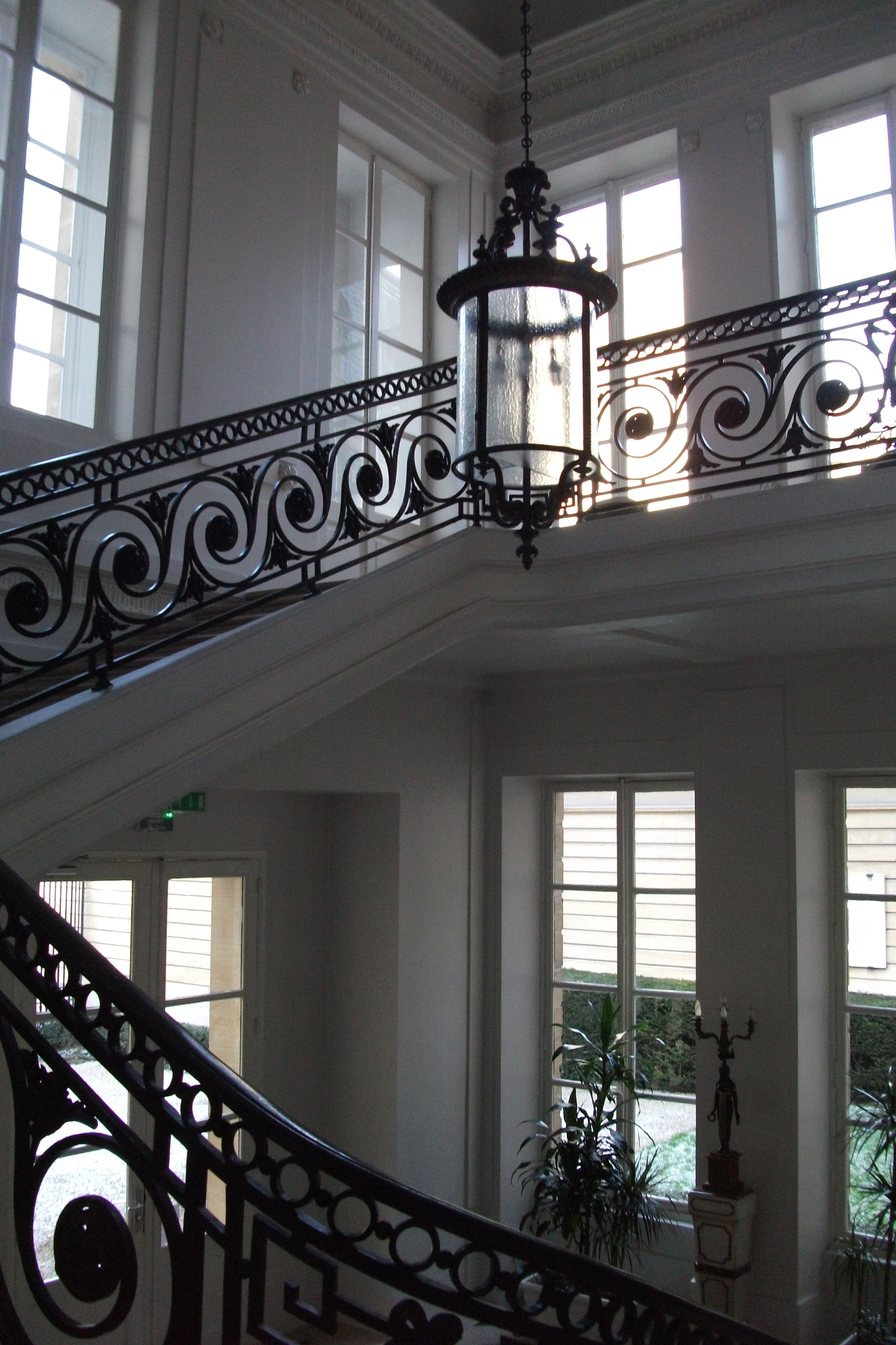
Rampe.
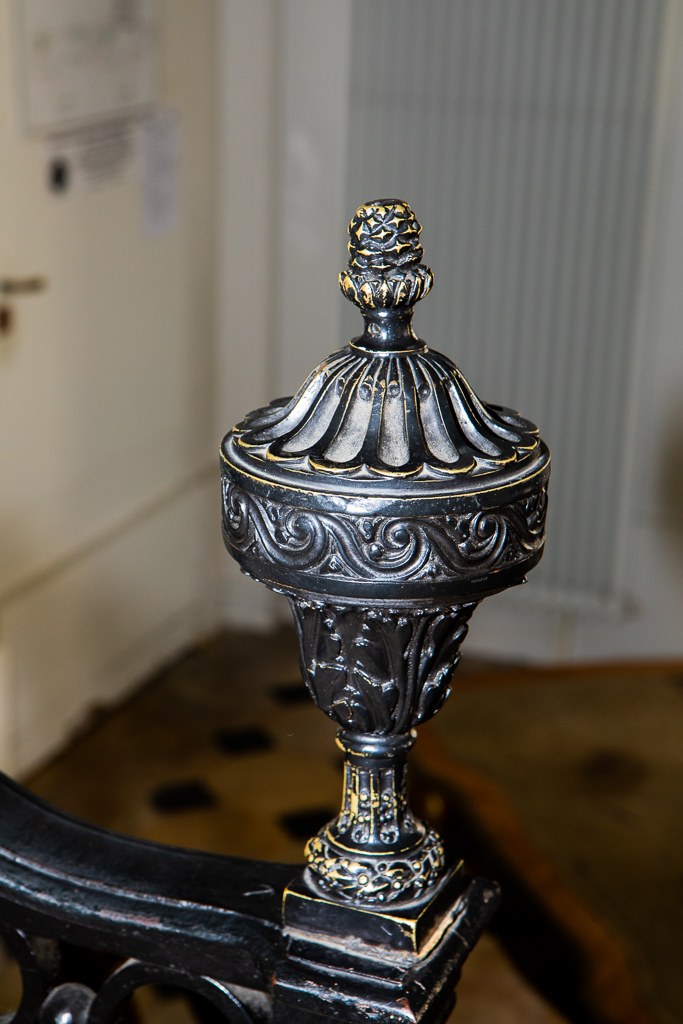
Rampe.
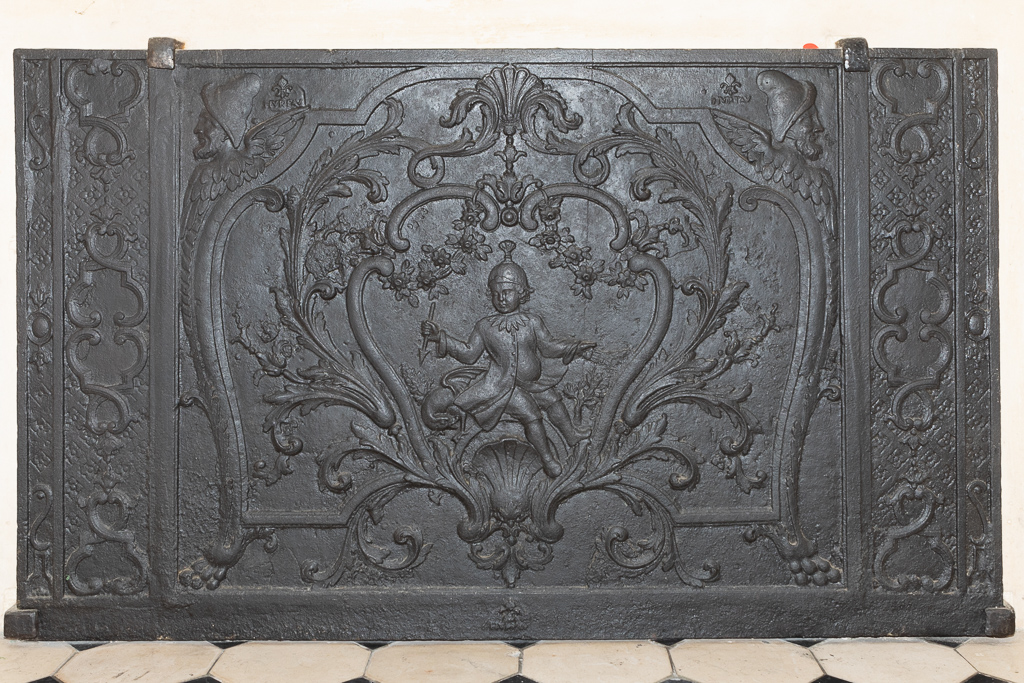
Cheminée.
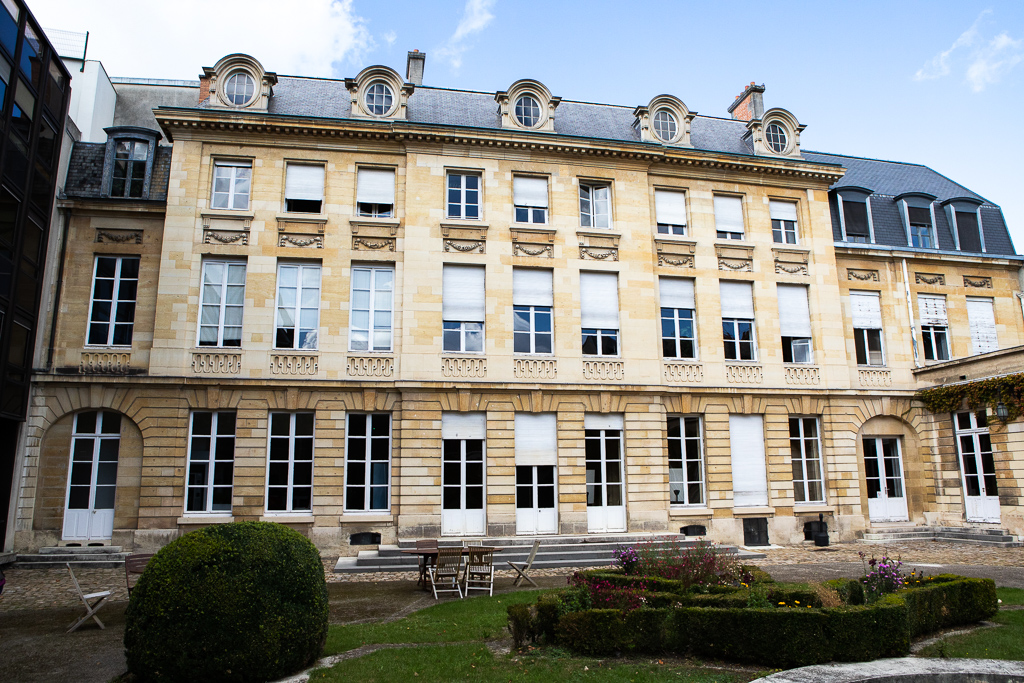
Façade rue Eugène-Desteuque.